# 4,5-Dihidroorotična kiselina
4,5-Dihidroorotična kiselina je derivat orotične kiseline koji služi kao intermedijer u biosintezi pirimidina.